# アリス (モデル)
アリス（Alice、1982年12月7日 - ）は、日本の女性ファッションモデル、タレント、歌手。
東京都出身。スターダストプロモーション所属。姉はモデルの理衣。

## 略歴
ファッション雑誌やテレビCMのモデルを中心に活躍。2005年にはマツリルカ（KICK THE CAN CREWのMCUと浜崎貴司によるユニット）との共演でシングル「ラブ・リルカ」を発売した。

## 出演

### テレビ番組
- E★L★V★I★S（2002～2004年、フジテレビ）
- ラブ＊リルカ（2005年、東京MXテレビ）
- 69★TRIBE ロック族（2006年、フジテレビ）

### 映画
- 楳図かずお恐怖劇場 DEATH MAKE 香我美クロエ役

### CM
- 日本マクドナルド
- 富士通テン
- ABCマート（アントニオ猪木と共演、2005年11月～）
- ファイナルファンタジーシリーズ携帯機移植作品各種（IV・V・VI・I・II、2005年12月～現在、スクウェア・エニックス）
- PS-Pretty Style-（小学館）
- カネボウ化粧品 COFFRET D'OR（2010年11月 - ）
- 江崎グリコ SUNAO（2018年5月 - ）

他

### 雑誌
- ＆ROSY
- In Red
- Luana
- HB Humming Birds
- Sweet

他

### CD
- オムニバス「E.V.Junkie」（2003年8月20日）
- オムニバス「E.V.Junkie II-GUITAROCKING-」（2004年6月30日）
- マツリルカ&アリス「ラブ・リルカ」（2005年9月28日）
- マツリルカ&アリス「HUG～抱きしめてください～」（2006年1月18日）